# Banka Kovanica
Die Banka Kovanica d.d. (kurz: Banka Kovanica) ist eine 1997 im nordkroatischen Varaždin gegründete Universalbank, die heute mit insgesamt 14 Filialen in den größten Städten Kroatiens vertreten ist. Seit Mai 2007 ist die Cassa di Risparmio della Repubblica di San Marino, ein Kreditinstitut der Republik San Marino, Mehrheitseigentümerin der Banka Kovanica.
Für das Jahr 2014 verzeichnete die Banka Kovanica laut Geschäftsbericht eine Gesamtbilanz von umgerechnet rund 151 Mio. Euro (1,15 Mrd. Kroatische Kuna, HRK). Ende 2014 verfügte die Bank dabei über Kundeneinlagen in Höhe von etwa 127,4 Mio. Euro (973,9 Mio. HRK). Das Kreditgeschäft mit Privatkunden belief sich im gleichen Jahr auf 98 Mio. Euro (750 Mio. HRK).
Die Banka Kovanica ist gemäß EU-Richtlinien Mitglied im Einlagensicherungsfonds der Republik Kroatien (DAB, Državna agencija za osiguranje štednih uloga i sanaciju banaka). Das Wirtschaftsprüfungsmandat für die Banka Kovaica wird aktuell von PricewaterhouseCoopers (PwC) gehalten.